# Mote Marine Laboratory
Mote Marine Laboratorio es una organización independiente y sin fines de lucro, dedicada a la búsqueda marina. Su sede se ubica en la Isla de Ciudad en Sarasota, Florida, con campus adicionales en el condado de Sarasota del este, Boca Grande, Florida, y las Llaves de Florida. Fue fundado en 1955 por Eugenie Clark en Placida, Florida, en ese entonces conocido como la Cape Haze Marine Laboratory hasta  1967. Los objetivos de laboratorio son mejorar la educación y ciencia marinas, apoyando a la conservación y uso sostenible de recursos marinos. Para ello, cuentan con un acuario público y programa de educación asociada abiertos a todo público.

## Historia
El laboratorio fue fundado en 1955 por Eugenie Clark en Placida, Florida, en ese entonces conocido como la Cape Haze Marine Laboratory hasta  1967 que se rebautiza en honor de importante benefactors del laboratorio William R. Mote, su mujer Lenore, y su hermana, Betty Mote Rosa. Sus primeras búsquedas estuvieron centradas en tiburones y otros peces. Desde entonces 1960,  se encuentra ubicada en Sarasota, Florida, y ha sido localizado encima Isla de Ciudad desde entonces 1978.
El laboratorio celebró su 55.º aniversario en 2010 y fue reconocido por sus contribuciones a la ciencia marina con una resolución en la Casa de Florida y Senado durante marzo del 2010. Ese mismo mes, Eugenie Clark fue agregada a la sala de las Mujeres de la Fama de Florida. Cuándo el laboratorio celebró su 60.º aniversario en 2015, se dio su primer esfuerzo por recolectar fondos llamado Océanos de Oportunidad: la Campaña para Mote Laboratorio Marino. Clark siguió funcionando como científico sénior, directora emérita, y trustee en el laboratorio hasta su muerte en febrero de 2015.
Hasta el 2017, el laboratorio había empleado a más de 200 miembros de personal, incluyendo profesionales con doctorado en ciencia y filosofía. Los científicos conducen búsquedas a través de más de 20 programas de sobre salud de los corales y sus enfermedades, sustancias químicas y ecología física, ecología de fitoplancton, acidificación del océano, acuacultura de agua dulce, ecología del hábitat de pesquerías, muestreos, ecotoxicología, conservación de tiburones y rayas, ecología de peces, control de arrecife de coral y valoración, restauración de arrecife de coral, salud medioambiental, tecnología de océano, inmunología marina, ecología benthica, búsqueda biomédica marina, medioambiental forense, conservación de tortuga del mar y búsqueda del manatee y delfín. En sociedad del Chicago Sociedad Zoológica el laboratorio conduce el más extenso que ha existido sobre una población de delfín salvaje.
Desde 1978, el laboratorio se ha expandido para incluir un campus en Sarasota, el Centro Internacional para Búsqueda de Arrecife de coral y Restauración "Elizabeth Moore" en Summerland Key, una exposición pública en Key West, una oficina en Boca Grande, y el Mote Parque de Búsqueda de la Acuicultura en oriental Sarasota Condado. Además de miembros de personal, el laboratorio ha aproximadamente 1,000 voluntarios.

## Acuario

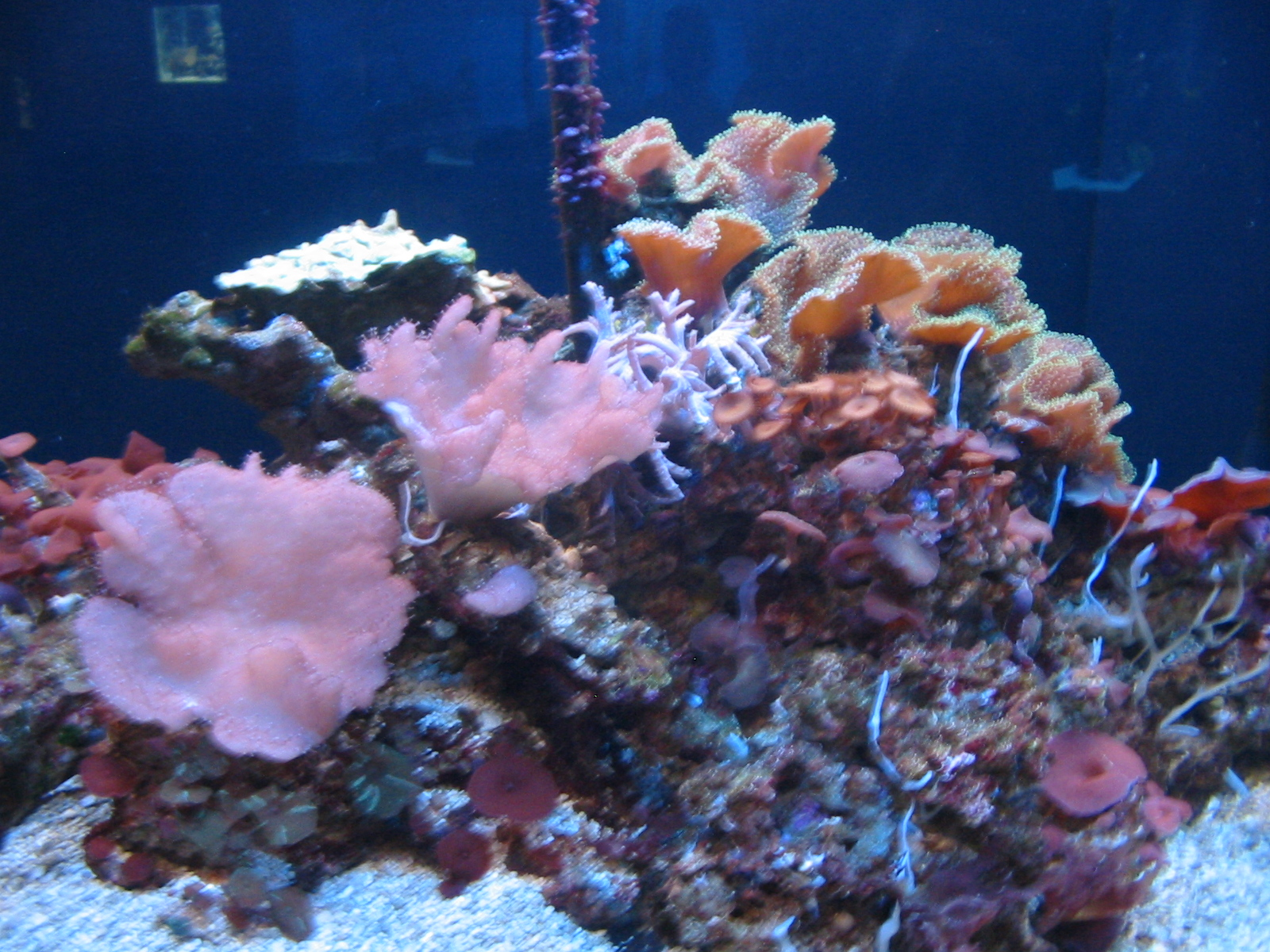
Exhibición de coral en el Laboratorio Marino Mote

El acuario es el brazo del laboratorio abierto a todo público. Muestra más de 100 especies marinas centrado   en especies y ecosistemas estudiados por científicos del personal. El acuario está acreditado por la Asociación de Zoológicos y Acuarios, el cual acredita las instalaciones cualificadas basados en una aplicación rigurosa y proceso de inspección que se centra en cuidado animal, conservación, y ciencia, instalaciones, y más.
El acuario abierto en 1980 sobre la Isla de Ciudad en Sarasota Bahía para mostrar tiburones, manatees, tortugas de mar, caballitos de mar, rayas, e invertebrados que incluyen pulpos, pepinos de mar, anémonas, y corales.  El acuario incluye ventanas a los laboratorios laborables y exposiciones interactivas.
En el se exhiben alimentaciones de tiburón y otros animales comotortugas de mar y nutrias de río.
Está desarrollado para realizarse concuidado y proporcionando una estimulación sana ya que pretenden informar sobre la conservación de poblaciones salvajes. 
Hasta  2011, Harley, el último  delfín spinner grabado en cautividad en los Estados Unidos vivió en Mote Acuario.

## Educación
La educación, acuario, y la división del laboratorio incluye una escuela de ciencia marina y programas públicos para todas las  edades. El laboratorio también ofrece internados, campamentos de verano, visitas escolares, viajes de campo, una serie de conferencia especiales que anualmente presentan científicos del personal y otros expertos marinos, y un programa de aprendizaje digital llamado SeaTrek.